# Luis Lazo
Luis Eduardo Lazo Vera – ekwadorski zapaśnik walczący w obu stylach. Zajął ósme miejsce na mistrzostwach panamerykańskich w 2006. Trzeci na igrzyskach Ameryki Południowej w 2006 roku.